# 示亡号
示亡号，也叫示殁号，其形式是一个黑色长方框（　）套在已经去世的人的姓名的外面，表示当前文字所表述的时间环境下此人已经逝世。示亡號表示對逝世者的悼念之情，以「表现出肃穆庄重的气氛和悼念悲痛的感情色彩」。
示亡号不在中華人民共和國国家标准《标点符号用法》所列之内，但是在中国大陆有较广泛使用。

## 起源
示亡号的起源存在多种观点：
- 1950年代初，通过翻译俄语书刊进入汉语。[3]
- 汉语自源性标点符号，由故者遗像外镶饰黑色相框形体演化而来。[4]

## 用法
示亡号套在姓名的外面，标明当前表述的时间环境下此人已经逝世。常见于作品发表时的署名、被授予荣誉奖项等场合，若其成员于此不久前逝世，可在姓名上加示亡号。此外，示亡号通常仅标识近期逝世的人物，对于当前表述的时间环境而言，若对应人物逝世已久，则一般不用示亡号。
例如，人民教育出版社初中英语教科书，在2002年版本的署名信息中，张志公已于不久前的1997年逝世，此时可在其姓名上加示亡号。

九年义务教育三年制初级中学教科书
英　语
2002年版本

顾　问：　L·G·亚历山大（L.G.Alexander）

　　　　　邓炎昌　张志公

主　编：　N·J·H·格兰特（N.J.H.Grant）

　　　　　刘道义

　　　　　……

例如，2019年9月公告授予8人“共和国勋章”，其中于敏已于不久前的2019年1月逝世，此时可在其姓名上加示亡号。

　　为了庆祝中华人民共和国成立70周年，隆重表彰为新中国建设和发展作出杰出贡献的功勋模范人物，弘扬民族精神和时代精神，根据第十三届全国人民代表大会常务委员会第十三次会议的决定，授予下列人士国家勋章、国家荣誉称号：

　　一、授予于敏、申纪兰（女）、孙家栋、李延年、张富清、袁隆平、黄旭华、屠呦呦（女）“共和国勋章”。

　　……

例如，某出版社出版司马迁编写的《史记》，由于司马迁逝世已过于久远，此时不适用示亡号。

## 参見
- 標點符號
- 劍標，西歐語文[來源請求]對應之顯示某人已故的符號。